# Fürth Rathaus (metropolitana di Norimberga)
La stazione di Fürth Rathaus (letteralmente: "Fürth municipio") è una stazione della metropolitana di Norimberga, servita dalla linea U1.

## Storia
La stazione di Fürth Rathaus venne attivata il 5 dicembre 1998, come parte della tratta da Fürth Hauptbahnhof a Fürth Stadthalle.

## Interscambi
- Fermata autobus[2]